# Julien Fournié
Julien Fournié (Parigi, 19 aprile 1975) è uno stilista francese che è stato, tra le altre cose, l'ultimo direttore artistico della casa parigina di alta moda Torrente e anche di Ramosport, lo specialista parigino del "casual chic", prima di creare la propria casa di alta moda nel 2009.

## Carriera
Di origine castigliana da parte di madre e di padre francese, Fournié inizia a coltivare la passione per il disegno fin da bambino. Una volta cresciuto però sceglie di studiare medicina, disciplina presto abbandonata per dedicarsi alla moda. Si iscrive all'École de la Chambre Syndicale de la Couture Parisienne, dove si diploma nel 2000. Alla sfilata conclusiva del corso di studi, la giuria dei Parigi Fashion Awards 2000 gli conferisce il Premio Moët & Chandon per il migliore accessorio. Nel frattempo, già durante gli anni della scuola, inizia a collaborare con case di moda come Nina Ricci, Christian Dior e Givenchy Haute Couture.
Nel 2001-2002 Jean-Paul Gaultier lo ingaggia come assistente stilista per l'alta moda e gli affida la responsabilità della ricerca di materie e l'ideazione dei ricami per la collezione autunno-inverno. Sempre per conto della stessa casa, Fournié collabora anche alla realizzazione degli abiti di scena di Madonna. A fine 2001 raggiunge lo studio di Claude Montana come stilista di vestiti da sera ed accessori, dove elabora delle collezioni di borse, foulard, valigeria e gioielli.
All'inizio dell'estate 2003, all'età di 28 anni, viene assunto dalla casa di moda Torrente come direttore dello stile per il prêt-à-porter. Prima della sua prima sfilata per la casa del Rond-Point sugli Champs-Elysées, la direzione generale decide, all'inizio del settembre 2003, di nominarlo direttore artistico generale delle sue linee, cioè anche della haute couture, ruolo in cui succede a Madame Torrente-Mett. Da allora, ha firmato per Torrente quattro collezioni:
- Parigi-Hollywood (PaP primavera-estate 2004)
- Parigi-Oz (alta moda primavera-estate 2004)
- Parigi-Cotton club (PaP autunno-inverno 2004-2005)
- Parigi-1, Rond-Point (alta moda autunno-inverno 2004-2005).

Lavora anche come consulente per varie case di moda asiatiche, soprattutto coreane, e crea anche diversi accessori per la celebre casa Charles Jourdan. Dall'inizio del 2008 diventa direttore artistico di Ramosport, la casa parigina emblematica del "casual chic". Quando l'intera società di Ramosport fu acquisita dal Groupe Georges Rech nel settembre 2008, Fournié decise che era arrivato il momento di creare la sua propria marca, che portasse il suo stesso nome.
Grazie a uno dei suoi vestiti dipinti a mano, ricevette l'onore del Grand Prix of the Creation of the City of Paris nel 2010. Nel gennaio 2011, nell'occasione della sua partecipazione alla Fashion Week di Parigi come "membro invitato", creò l'evento ingaggiando un cast di modelle di colore per presentare la sua collezione chiamata "Premières Couleurs" (Colori Primi). Nella sua sfilata a Parigi per la Primavera/Estate 2013, Fournié organizzò l'evento con la partecipazione di una modella incinta che indossava un abito attillato bianco e nero, tenendo i suoi tacchi alti in mano.
La sua sfilata durante la French Couture Week 2012 a Singapore attirò l'attenzione dei media per via della caduta di una delle modelle, la quale indossava un vestito con uno spacco alto e uno strascico lungo con tacchi molto alti. Altre modelle caddero durante le sue sfilate Primavera/Estate 2013 e Autunno/Inverno 2014. 
La Chambre Syndicale de la Haute Couture, che controlla l'industria della moda francese, garantì a Fournié lo status di "membro ospite" a gennaio 2011; ciò gli dà l'opportunità di partecipare alla Paris Haute Couture Fashion Week. Dal gennaio 2017, Fournié ha ricevuto l'etichetta di Haute Couture, che in Francia è un marchio protetto, che solo 14 case in tutto il mondo possono usare. Ne è ora uno dei membri permanenti.